# Nicholas Rowe (actor)
Nicholas James Sebastian Rowe (Edimburgo, 22 de noviembre de 1966) es un actor británico, más conocido por sus numerosas participaciones en televisión.

## Biografía
Es hijo del fallecido Andrew Rowe, un miembro del parlamento británico, y de Alison Rowe, una cantante.
Nicholas habla con fluidez español, francés y portugués.
En 2000 comenzó a salir con la actriz inglesa Lou Gish, hasta el día de la muerte de Lou en febrero de 2006 después de que perdiera su batalla contra el cáncer.

## Carrera
En 1985 se unió al elenco de la película Young Sherlock Holmes, donde interpretó al joven Sherlock Holmes. 
En 1994 interpretó al teniente Gilliand en la película Sharpe's Enemy.
En 2000 interpretó al rey Jorge III del Reino Unido en la película para la televisión Longitude. En 2001 se unió al elenco principal de la miniserie The Infinite Worlds of H. G. Wells, donde interpretó al profesor Cedric Gibberne. En 2002 apareció en la película Nicholas Nickleby, donde dio vida a Lord Verisopht. Al siguiente año apareció como invitado en la serie médica Holby City, donde interpretó a Nathan Cairns. En 2005 se unió al elenco de la película A Waste of Shame: The Mystery of Shakespeare and His Sonnets, donde dio vida a Sir Richard Burbage. Ese mismo año apareció en la serie The Fugitives, donde interpretó al peligroso Boyer. En 2006 apareció en la película Beau Brummell: This Charming Man, donde interpretó a Lord Charles Manners. Ese mismo año interpretó a Henry Fielding en la película británica A Harlot's Progress. En 2007 apareció en un anuncio para Nescafe. En 2008 apareció como invitado en la serie Hotel Babylon, donde interpretó a Jonah Slaughter. En 2009 prestó su voz para el personaje de Rivesh Mantilax en la miniserie Doctor Who: Dreamland. Ese mismo año apareció en la película Margaret, donde interpretó a Malcolm Rifkind.
En 2011 apareció como invitado en la popular serie The Borgias, donde interpretó al barón Bonadeo. En 2013 apareció en un episodio de la miniserie Da Vinci's Demons, donde interpretó al cardenal Giacomo Orsini. Ese mismo año interpretó a Edward Stannington en un episodio de la serie Midsomer Murders; anteriormente había aparecido por primera vez en 2004, cuando interpretó a David Heartley-Reade durante el episodio "The Fisher King".

## Filmografía

### Series de televisión
| Año             | Título                            | Personaje               | Notas                           |
| --------------- | --------------------------------- | ----------------------- | ------------------------------- |
| 2017 - presente | Genius                            | Jost Winteler           | 10 episodios                    |
| 2017 - presente | Riviera                           | Geoffrey Anderton       | 2 episodios - miniserie         |
| 2016 - presente | The Crown                         | Jock Colville           | 8 episodios                     |
| 2016            | Doctor Thorne                     | Mortimer Gazebee        | 2 episodios - miniserie         |
| 2015            | The Last Kingdom                  | Asser                   | 3episodios                      |
| 2013            | Da Vinci's Demons                 | Cardenal Giacomo Orsini | 2 episodios                     |
| 2013            | Midsomer Murders                  | Edward Stannington      | episodio "The Sicilian Defence" |
| 2011            | The Borgias                       | Barón Bonadeo           | 2 episodios                     |
| 2009            | Doctor Who: Dreamland             | Rivesh Mantilax         | 4 episodios - miniserie         |
| 2009            | Kingdom                           | Robert Morston          | episodio # 3.6                  |
| 2008            | Hotel Babylon                     | Jonah Slaughter         | episodio # 3.8                  |
| 2007            | Sold                              | Richard                 | episodio # 1.1                  |
| 2006            | The Complete Guide to Parenting   | Marko                   | episodio # 1.1                  |
| 2005            | Broken News                       | Ben Green               | 2 episodios                     |
| 2005            | Space Race                        | R. V. Jones             | episodio "Race for Rockets"     |
| 2005            | The Fugitives                     | Boyer                   | 7 episodios                     |
| 2003            | Holby City                        | Nathan Cairns           | episodio "Desperate Measures"   |
| 2001            | The Infinite Worlds of H.G. Wells | Profr. Cedric Gibberne  | miniserie                       |
| 2000            | Relic Hunter                      | Peter Graham            | episodio "The Last Knight"      |
| 1999            | Let Them Eat Cake                 | Julian Desire           | episodio "Murder"               |
| 1998            | Dangerfield                       | Dan Spearill            | episodio "The Long Weekend"     |
| 1997            | A Dance to the Music of Time      | David Pennistone        | 2 episodios - miniserie         |
| 1997            | Kavanagh QC                       | Charles Beaufort        | 2 episodios                     |
| 1996            | Dalziel and Pascoe                | Gervase Butt            | episodio "An Autumn Shroud"     |
| 1995            | Pie in the Sky                    | Kevin Wright            | episodio "Lemon Twist"          |
| 1986            | The Lawrenceville Stories         | Tennessee Shad          | 2 episodios - miniserie         |

### Películas
| Año  | Título                              | Personaje               | Notas                                                                                  |
| ---- | ----------------------------------- | ----------------------- | -------------------------------------------------------------------------------------- |
| 2015 | Mr. Holmes                          | Matinee "Sherlock"      | junto a Ian McKellen, Milo Parker, Laura Linney, Hattie Morahan y Roger Allam          |
| 2013 | Delicious                           | Adolf                   | junto a Louise Brealey, Adrian Scarborough, Finty Williams y Sheila Hancock            |
| 2012 | Loving Miss Hatto                   | James                   | junto a Alfred Molina, Francesca Annis, Rory Kinnea y Maimie McCoy                     |
| 2010 | Shanghai                            | Ralph                   | junto a John Cusack, Li Gong, Yun-Fat Chow, Jeffrey Dean Morgan y Hugh Bonneville      |
| 2010 | Anton Chekhov's The Duel            | Sheshkovsky             | junto a Andrew Scott, Fiona Glascott, Tobias Menzies y Michelle Fairley                |
| 2009 | Margaret                            | Malcolm Rifkind         | junto a Roger Allam, Roger Ashton-Griffiths, Michael Cochrane y Lindsay Duncan         |
| 2007 | The Baker                           | Empresario              | junto a Damian Lewis, Kate Ashfield, Nikolaj Coster-Waldau y Michael Gambon            |
| 2006 | A Harlot's Progress                 | Henry Fielding          | junto a Toby Jones, Zoë Tapper, Sophie Thompson, Richard Wilson y Geraldine James      |
| 2006 | Normal for Norfolk                  | Hombre Saltanto         | corto - junto a Stephen Campbell Moore, Tim Pigott-Smith y Helen McCrory               |
| 2006 | Beau Brummell: This Charming Man    | Lord Charles Manners    | junto a James Purefoy, Hugh Bonneville, Philip Davis y Elliot Levey                    |
| 2005 | A Waste of Shame: The Mystery...    | Sir Richard Burbage     | junto a Rupert Graves, Tom Sturridge, Indira Varma, Zoë Wanamaker y Anna Chancellor    |
| 2005 | Princes in the Tower                | Embajador               | junto a Mark Umbers, John Castle, Roger Hammond y Nadia Cameron-Blakey                 |
| 2005 | A Higher Agency                     | cogerente               | corto - junto a Richard Bremmer, Clemency Burton-Hill, Allan Corduner y Jack Davenport |
| 2004 | Seed of Chucky                      | Abogado                 | junto a Brad Dourif, Billy Boyd, Hannah Spearritt y John Waters                        |
| 2004 | World's Worst Century               | Gui De Chauliae         | junto a Jonathan Firth, Jamie Glover, Denis Lawson & Mike Loades                       |
| 2004 | Verborgen gebreken                  | Agente de Renta         | junto a Hunter Bussemaker, Monic Hendrickx, Priscilla Knetemann & Glenna Morrison      |
| 2004 | La Femme Musketeer                  | Duque de Buckingham     | junto a Gérard Depardieu, Michael York, Nastassja Kinski, Susie Amy & John Rhys-Davies |
| 2003 | Girl on a Cycle                     | Harry                   | corto - junto a Sandra Huggett & Sean Hughes                                           |
| 2002 | Nicholas Nickleby                   | Lord Verisopht          | junto a Charlie Hunnam, Tom Courtenay, Christopher Plummer & Jim Broadbent             |
| 2002 | Outside the Rules                   | Dr. Gerry Saddler       | junto a Freda Dowie, Tim Dutton, Ray Fearon & Stuart Graham                            |
| 2002 | Shackleton                          | Thomas Orde-Lees        | junto a Kenneth Branagh, Eve Best, Danny Webb & Michael Culkin                         |
| 2001 | All Forgotten                       | Maidanov                | junto a Kirsten Dunst, Julie Walters, Nathaniel Parker, Nick Stahl & James Fox         |
| 2001 | Enigma                              | Villiers                | junto a Dougray Scott, Kate Winslet, Saffron Burrows & Nikolaj Coster-Waldau           |
| 2000 | Longitude                           | Rey George III          | junto a Jeremy Irons, Peter Cartwright, Gemma Jones y Michael Gambon                   |
| 2000 | Hit List                            | Jeremy                  | corto - junto a Clemency Burton-Hill, Clare Moses & Miles Richardson                   |
| 1998 | Lock, Stock and Two Smoking Barrels | J                       | junto a Jason Flemyng, Dexter Fletcher, Nick Moran, Jason Statham & Steven Mackintosh  |
| 1996 | True Blue                           | David Ball              | junto a Dominic West, Dylan Baker, Geraldine Somerville, Josh Lucas & Noah Huntley     |
| 1996 | Poldark                             | Lord Edward Fitzmaurice | junto a Ioan Gruffudd, Kelly Reilly, Nicholas Gleaves & Hans Matheson                  |
| 1994 | Sharpe's Enemy                      | Teniente Gilliand       | junto a Sean Bean, Pete Postlethwaite, Assumpta Serna & Elizabeth Hurley               |
| 1985 | Young Sherlock Holmes               | Sherlock Holmes         | junto a Alan Cox, Sophie Ward, Anthony Higgins & Freddie Jones                         |
| 1984 | Another Country                     | Spungin                 | junto a Rupert Everett, Colin Firth, Cary Elwes & Guy Henry                            |

### Narrador y documentales
| Año  | Título                       | Notas                  |
| ---- | ---------------------------- | ---------------------- |
| 2009 | Meet the Ancestors           | 3 episodios - narrador |
| 2009 | Generals at War              | 2 episodios - narrador |
| 2009 | Stockwell                    | narrador               |
| 2008 | Upstairs Downstairs Love     | documental             |
| 2001 | Shackleton: Breaking the Ice | documental             |

### Teatro
| Año  | Obra                                  | Personaje    | Director (a)     | Teatro           | Notas                                                 |
| ---- | ------------------------------------- | ------------ | ---------------- | ---------------- | ----------------------------------------------------- |
| 2012 | The Madness of George III             | William Pitt | -                | Apolo Theatre    | junto a David Haig, Beatie Edney & Christopher Keegan |
| 2009 | Nation                                | -            | -                | National Theatre | -                                                     |
| 2009 | Victory                               | Charles I    | Amelia Nicholson | Arcola Theatre   | junto a Geraldine James, Matthew Kelly & Evie Dawnay  |
| -    | An English Tragedy                    | -            | -                | -                | -                                                     |
| -    | Whipping It Up                        | -            | -                | -                | -                                                     |
| -    | Rosencrantz and Guildenstern are Dead | -            | -                | -                | -                                                     |
| -    | The Way of the World                  | -            | -                | -                | -                                                     |
| -    | The John Wayne Principle              | -            | -                | -                | -                                                     |
| -    | The Importance of Being Earnest       | -            | -                | -                | -                                                     |
| -    | Twelfth Night                         | -            | -                | -                | -                                                     |
| -    | Translations                          | -            | -                | -                | -                                                     |
| -    | Black Comedy/The Real Inspector Hound | -            | -                | -                | -                                                     |
| -    | Hamlet                                | -            | -                | -                | -                                                     |
| -    | Saint Joan                            | -            | -                | -                | -                                                     |
| -    | The Fairy Queen                       | -            | -                | -                | -                                                     |
| -    | Romeo and Juliet                      | -            | -                | -                | -                                                     |
| -    | My Cousin Rachel                      | -            | -                | -                | -                                                     |